# Sigrid Wachenfeld
Sigrid Wachenfeld (* 6. April 1922 in Hagen; † 24. März 2018 in Neuss) war eine deutsche Malerin und Schriftstellerin.

## Leben
Wachenfeld wuchs in Düsseldorf-Oberkassel auf. 1940 begann ihre fachliche Ausbildung an der Kunstschule Carp bei dem Maler Jo Strahn. Von 1943 bis 1947 studierte sie an der Kunstakademie München bei Hermann Kaspar, ab 1948 an der Königlichen Kunsthochschule Stockholm und 1950 ein Vierteljahr in Paris bei Fernand Léger. Seitdem arbeitete sie als freie Kunstmalerin.
Ein Biogramm fasst zusammen: „Fest stand immer: zeichnen und malen zu lernen. Nach dem Lyzeum mit 17 zur Kunstschule in Düsseldorf, danach Kunstakademie in München zu Prof. H. Kaspar. In München Ende des Naziregimes und Krieges erlebt. Es folgt Kunstakademie Düsseldorf und Stockholm. Themen: vorwiegend Porträts, die Welt der Unterdrückten.“
„Gleichwie Paula Becker-Modersohn und Käthe Kollwitz liebt sie die schlichte einfache Welt, die Welt der Bedrückten, der Frauen und Kinder, die im Schatten leben“, urteilte 1953 ein Kunstkritiker vor ihrer ersten Einzelausstellung im Zeughaus in Neuss. In ihren Bildern habe sie die Kriegs- und Nachkriegszeit verarbeitet, hieß es in einem Nachruf. So malte sie als Martinstag-Motiv nach dem Hungerwinter 1946/47 immer wieder in Lumpen gehüllte Kinder mit Laternen oder Skizzen von Menschen auf Schwarzmärkten. In ihrer naturalistischen Porträtmalerei dominierten Kinder, unbeschwert auf der Straße Spielende wie auch die Hoffnungs- und Ausweglosigkeit widerspiegelnden Gesichter von Kindern, die zum Beispiel in Kampfgebieten leben. „Ich bin grundsätzlich so eingestellt, dass mich das Leiden und die Einsamkeit anderer Menschen sehr berühren“, sagte sie 1977 in einem Zeitungsgespräch.
Die Künstlerin erhielt Aufträge zu Wandgestaltungen an Düsseldorfer und Neusser Schulen und Kindergärten. Sie nahm an zahlreichen Ausstellungen teil und war Mitglied des Vereins Düsseldorfer Künstlerinnen. Wachenfeld war später Lehrbeauftragte an der Volkshochschule und gründete eine Schule für Ikonenmalerei.
Seit den 1980er Jahren veröffentlichte sie erfolgreich mehrere Bücher mit autobiografischen Erzählungen vor allem über ihre Kindheit und Jugend in Düsseldorf. Sie enthalten auch Zeichnungen der Verfasserin.

## Werk und Ausstellungen
- Video mit 100 Werken 1942 bis 1954 in Familienbesitz, Neuss 2022
- Einzelausstellung: Werke 1945 bis 2001, Romaneum, Neuss 2018

## Buchveröffentlichungen
- Eine Kindheit in Düsseldorf. Droste, Düsseldorf 1984, 2. Auflage 1986, ISBN 3-7700-0667-4; Neuauflage unter dem Titel Meine Kindheit in Düsseldorf. 2010, ISBN 978-3-7700-1372-2.
- Maisbrot und Rübenkraut. Droste, Düsseldorf 1985, ISBN 3-7700-0691-7.
- Unsere wunderlichen fünfziger Jahre. Droste, Düsseldorf 1987, ISBN 3-7700-0744-1.
- Fortunata und andere Erzählungen. Droste, Düsseldorf 1990, ISBN 3-7700-0891-X.
- Was ich noch erzählen wollte. Droste, Düsseldorf 1993, ISBN 3-7700-1011-6.

## Ehrungen
- Arbeitsaufenthalte in der Villa Romana in Florenz (1981, 1983) und der Villa Massimo in Rom (1986)[8]
- Aufenthalt im Künstlerdorf Schöppingen (1990)